# Die Trauernde

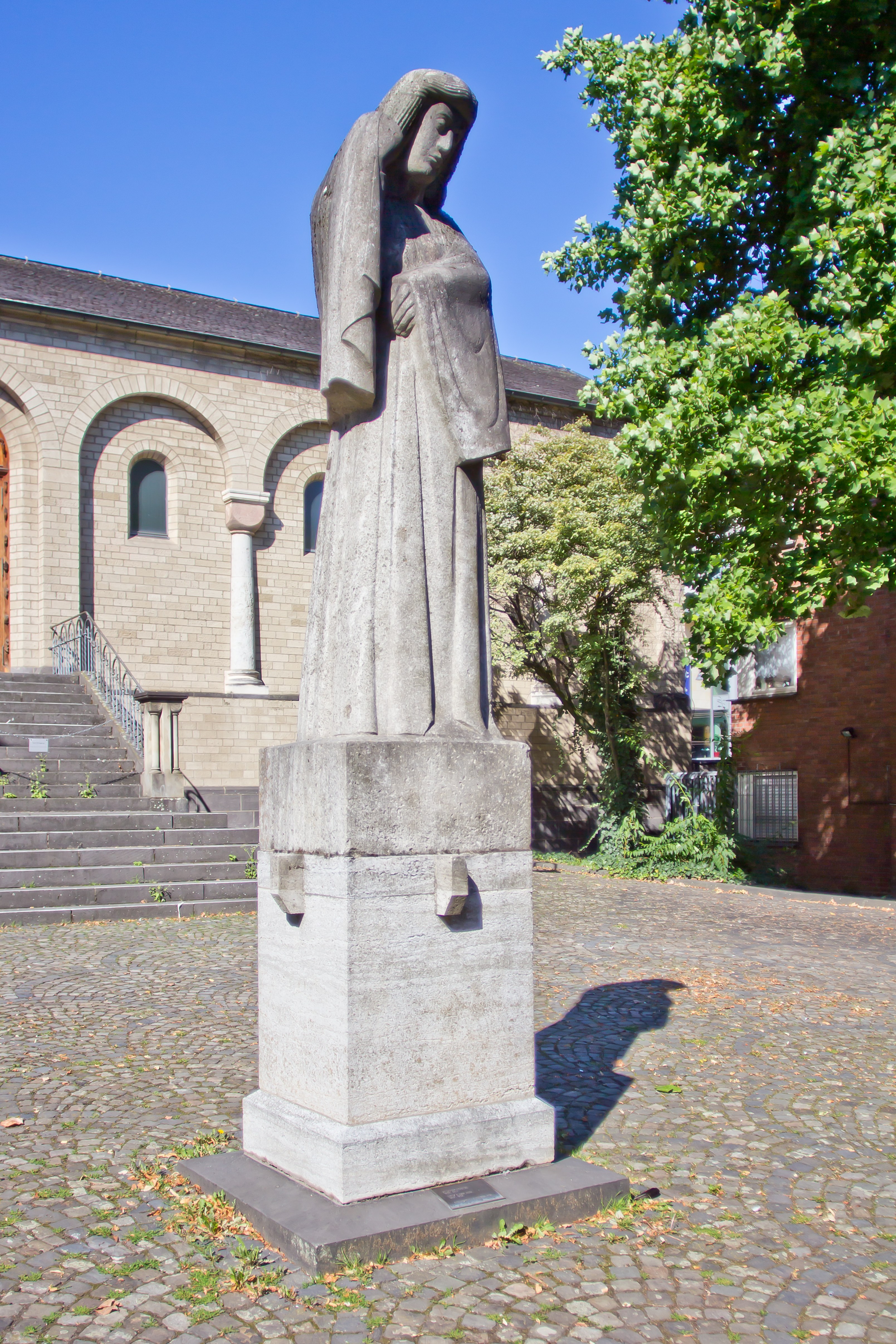
Die Trauernde

Die Trauernde ist eine Skulptur zum Gedenken an die Opfer des Zweiten Weltkriegs. Der Bildhauer und Grafiker Gerhard Marcks schuf sie 1949 im Auftrag der Stadt Köln. 
Das Werk steht im Lichhof, einem ehemaligen Friedhof („Leichenhof“), der romanischen Kirche St. Maria im Kapitol in Köln.